# 신대우
신대우(申大羽, 1735년~1809년)는 조선 후기의 문신이며 양명학자이다.
1784년(정조 8) 50세에 음보음서제도로 관직에 나가 선공감의 가감역, 경희궁 수리관, 동부도사, 경릉령 등을 거친 후 9년 동안 각지의 수령을 지냈다. 1798년 청도군수 재직 중 자신의 봉급 30만 전을 기부하여 성을 개축하고 남문의 홍례문을 개축하였다. 이듬해 학문의 훌륭함과 덕행을 인정받아 동궁에게 글을 가르쳤으며, 동궁이 세자로 책봉되자 세자익위사 익위에 올랐다. 1801년 순조 즉위 후 승정원 우부승지 등 10회의 승지를 역임하고 한성부우윤·동지의금부사·동지돈녕부사·경연 특진관·호조참판 등을 지냈다. 시문과 서예를 잘 지었고 저서로는 《완구유집(宛丘遺集)》 10권을 남겼다. 아들은 신현·신작(申綽)이다. 신현은 신익희의 증조부가 된다. 신대우는 정제두에 의해 발전한 양명학을 계승한 배운 인물이다. 그는 조선 후기에 인간주체성과 민족주체성의 자각 위에서 실천을 추구하며 새롭게 대두한 강화학파의 맥을 이어갔다. 정제두의 사상을 계승한 제자이자 그의 아들 정후일의 딸에게 장가들어 그의 손녀사위가 되기도 하였다.

## 가족 관계
- 할아버지 : 신택하(申宅夏), 과거급제 후 승정원 우부승지 역임
  - 아버지 : 신성(申晟), 의영고 직장 역임
    - 부인 : 정씨, 정후일(鄭厚一)의 딸, 정제두(鄭齊斗)의 손녀
      - 장남 : 신진(申縉)(1756~1835)
      - 차남 : 신작(申綽)(1760~1828)
      - 삼남 : 신현(申絢)(1764~1827)
        - 손자 :신명연(申命衍)(1792~1854)온양군수
        - 신명호(申命濩)(1790~1851)적성현감 역임

## 저서
- 《완구유집(宛丘遺集)》, 10권